# Спортивная улица (Салават)
Улица Спортивная  — улица в городе Салавате. Расположена в 111-м квартале, в западной части города.

## История
Застройка улицы началась в 1950 году.   Улица застроена частными 1-2 этажными домами.

## Трасса
Спортивная улица начинается от улицы 21 съезд КПСС и заканчивается на Тихом переулке. 

## Транспорт
По Спортивной улице общественный транспорт не ходит. 